# James Graham (7e duc de Montrose)
Pour les articles homonymes, voir James Graham.
James Angus Graham, 7e duc de Montrose (2 mai 1907 - 10 février 1992), appelé comte de Kincardine jusqu'en 1925 et marquis de Graham entre 1925 et 1954, est un homme politique rhodésien, fermier et aristocrate d'origine écossaise. Il est ministre de l'Agriculture dans le gouvernement rhodésien d'Ian Smith et, en 1965, est signataire de la Déclaration unilatérale d'indépendance de la Rhodésie.
Il a toujours été passionné par la politique. Malgré avoir vécu en Afrique australe pendant cinquante-cinq ans, cultivant plusieurs propriétés dans la région, il est resté attaché de tout ce qui est écossais.

## Jeunesse

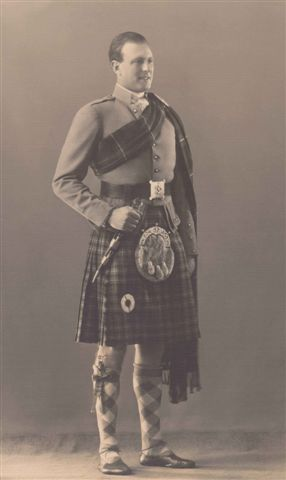
Angus, marquis de Graham, âgé de vingt et un ans (plus tard le 7e duc de Montrose)

Il fait ses études au Collège d'Eton et à Christ Church, Oxford. Il sert dans la Royal Navy pendant la Seconde Guerre mondiale. Il est à bord du HMS Kandahar dans le cadre de la flottille de Louis Mountbatten en mer du Nord et sert ensuite en Méditerranée et à Aden.

## Biographie
Il passe trois ans à Oxford et obtient un baccalauréat ès arts. Il se rend en Rhodésie du Sud en 1930, où il occupe un poste chez AE &amp; I., la filiale sud-africaine d'Imperial Chemical Industries. Alors qu'il est en vacances en Angleterre en 1939, la guerre avec l'Allemagne est déclarée et il s'engage dans la Marine et est nommé lieutenant dans le Royal Naval Reserve, rejoignant le HMS Kandahar.
En 1954, il hérite des titres de son père et devient le 7e duc de Montrose. Il aime les voyages de chasse au Kenya, où il rencontre sa deuxième femme, Susan Semple. La famille grandit à Derry Farm à Nyabira en dehors de Salisbury, où il cultive du maïs et du tabac. Bien que, dans un article publié dans Illustrated Life Rhodesia au milieu des années 1970, Montrose indique qu'il pensait que sa famille resterait en Rhodésie pour les générations futures, lui et sa famille déménagent en Afrique du Sud en 1979, puis en Écosse. Locuteur du gaélique, il apprécie les Highlands et les îles d'Écosse, il est enterré dans le cimetière familial près du Loch Lomond .

## Famille

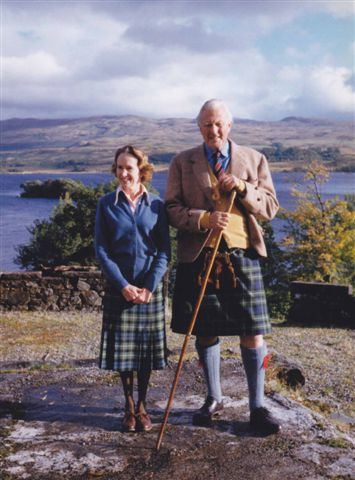
le 7e duc et duchesse de Montrose en Écosse, 1981

Graham épouse Isabel Veronia Sellar et a deux enfants nés en Rhodésie du Sud :
- Fiona Mary Graham (1932-2017)[2]; épouse, en 1966, Peter Alexander O'Brien Hannon et a :
  - Catherine Mary Hannon (née en 1968)
  - Veronica Maeve Hannon (née en 1971)
- James Graham (8e duc de Montrose); né en 1935 en Rhodésie du Sud, épouse, en 1970, Catherine Elizabeth MacDonell Young et a :
  - Hermione Elizabeth Graham (née en 1971)
  - James Alexander Norman Graham, marquis de Graham (né en 1973)
  - Ronald John Christopher Graham (né en 1975)

Il se remarie à Susan Mary Joclyn Semple du Kenya et a :
- Cairistiona Anne Graham, née en 1955; va au Girls High School Salisbury, en Rhodésie, épouse, en 1982, Philip Patrick Saggers d'Australie et a :
  - Susanna Mary Saggers (née en 1984)
  - Marina Lilias Saggers (née en 1986)
  - Georgina Frances Saggers (née en 1989)
- Donald Alasdair Graham (né en 1956); épouse, en 1981, Bridie Donalda Elspeth Cameron de la Black Isle et a :
  - Caitriana Mary Alice Cameron (née en 1984)
  - Alasdair John Cameron (1986-1988)
  - Violet Elizabeth Helen Cameron (née en 1992)
  - Jennie Alexandra Cameron (née en 1993)
  - Finlay Donald Cameron (né en 1998)
- Calum Ian Graham; marié en 1991 à Catherine Beatrice Fraser-Mackenzie (décédée en 2008). Calum Graham se remarie à Estelle Baynes née Parry de Winton le 3 août 2013[3] Il a trois enfants avec sa première femme :
  - Iain Angus Graham (né en 1995)
  - Euan Douglas Graham (né en 1996)
  - Christabel Emily Graham (née en 2001)
- Lilias Catriona Maighearad Graham, épouse Jonathan Dillon Bell de Wellington, Nouvelle-Zélande, et a :
  - Charles Michael Dillon Bell (né en 1993)
  - Eleanor Caroline Bell (née en 1994)